# TVP 1
 (janvier 2022).
Si vous disposez d'ouvrages ou d'articles de référence ou si vous connaissez des sites web de qualité traitant du thème abordé ici, merci de compléter l'article en donnant les références utiles à sa vérifiabilité et en les liant à la section « Notes et références ».
TVP 1 (en polonais Telewizja Polska 1) est une chaîne de télévision publique polonaise. Lancée au mois d'octobre 1952, cette chaîne généraliste diffuse essentiellement des séries, des informations, des variétés et du sport. Les grands événements nationaux sont également repris à l'antenne (élections, commémorations officielles).
Appartenant au groupe de télévision Telewizja Polska (tout comme sa « petite sœur » TVP 2), elle est diffusée sur le réseau hertzien, par câble et par satellite, couvrant ainsi l'ensemble du territoire national.
Une partie des émissions sert à alimenter la grille des programmes de la chaîne de télévision satellitaire TVP Polonia. Les émissions de TVP 1 sont diffusées exclusivement en polonais.

## Histoire
Les premières tentatives de développement d'une télévision polonaise remontent à l'année 1935, période durant laquelle des tests sont menés sous l'égide de l'institut d'état des télécommunications (Państwowy Instytut Telekomunikacji). Ces premiers balbutiements sont cependant bien vite interrompus à la suite du déclenchement de la Seconde Guerre mondiale, et le projet est mis entre parenthèses durant toute la durée du conflit.
Les tests reprennent dans les années de l'immédiat après-guerre et se concrétisent au mois d'octobre 1952 avec le lancement des premières émissions expérimentales de la télévision polonaise. Au mois de janvier 1953, celle-ci émet à raison d'une demi-heure par semaine, puis une heure et demie au mois de mars. La grille des programmes ne cesse de s'enrichir et le temps d'émission passe à 22 heures hebdomadaires en 1957, 26 heures en 1958.
Des studios régionaux viennent s'ajouter à ceux de Varsovie dès 1956. Ce sont d'abord ceux de Łódź, de Katowice (1957), de Poznań (1958) puis de Gdańsk (1960). Certaines émissions emblématiques voient le jour à la fin des années 1950, telles « Telewizyjny Kurier Warszawski » (Les nouvelles télévisées de Varsovie) ou le magazine culturel « Pegaz ».
En 1967, la télévision polonaise couvre 63 % du territoire national et peut théoriquement être reçue par 73 % de la population. Nombre de personnes n'ont cependant toujours pas accès au nouveau média, le prix des téléviseurs demeurant très élevé. Le 16 mars 1971 est l'occasion d'une véritable révolution technologique avec le lancement des premières émissions en couleur, qui contribuent à populariser encore plus la télévision.
Dès cette époque, la télévision polonaise a un caractère généraliste très marqué, diffusant séries, représentations théâtrales, émissions pour enfants, sport et documentaires. L'information reste cependant très contrôlée et orientée idéologiquement, comme dans la plupart des démocraties populaires. Une timide ouverture commencera à apparaître dans ce domaine avec l'apparition des programmes « Teleexpress » et « Panorama » dans la seconde moitié des années 1980.
Jusqu'alors dépendante d'une commission placée directement sous la tutelle du ministère de l'information, la télévision acquiert son indépendance à la faveur de la loi sur la radiodiffusion du 29 décembre 1992. Une nouvelle société, TVP SA, est créée en 1993. L'année suivante, TVP 1 passe du standard Secam au standard Pal.

### Identité visuelle (logo)

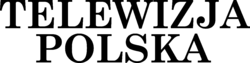
1952-1956
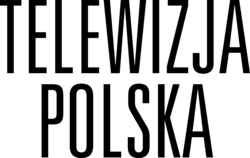
1956-1963
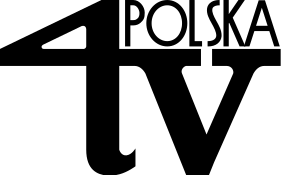
1963-1970
1970-1975
1975-1976
1976-1985
1985-1987
1987-1990
1990-1992
1992-2003
2003
2021-2023

## Programmes
TVP 1 présente une grille des programmes axée sur le divertissement, la culture et l'information.
En semaine, les émissions régulières débutent avec le programme « Kawa czy herbata ? » diffusé en direct de 6 heures 30 à 8 heures 45. Ce programme matinal intègre chroniques thématiques, revues de presse, informations nationales et internationales et débats, ainsi que la tribune politique « Kwadrans po ósmej » à 8 heures 10. De 8 heures 45 à midi, la chaîne diffuse des séries ou des documentaires, avant que l'antenne ne soit interrompue par un premier bulletin d'information ou « Wiadomości » suivi du programme centré sur la filière agro-alimentaire « Agrobiznes ».
Les après-midi sont consacrés au divertissement et à la culture, séries et documentaires alternant jusqu'à 17 heures et la diffusion du programme d'informations « Teleexpress », suivi de l'émission de reportages « Celownik ». À 19 heures 30, la chaîne diffuse en direct le journal télévisé du soir, suivi des prévisions météo et des informations sportives. Les soirées sont ensuite consacrées au cinéma, aux débats, aux talk-shows ou aux programmes politiques.

## TVP 1 HD

Logo de TVP 1 HD.

Afin de retransmettre au mieux les matchs de l'UEFA Euro 2012, la chaîne est passée à la HD au début du mois de juin 2012.